# Cuscuta polygonorum
Cuscuta polygonorum är en vindeväxtart som beskrevs av Georg George Engelmann. Cuscuta polygonorum ingår i släktet snärjor, och familjen vindeväxter. Inga underarter finns listade i Catalogue of Life.